# Jazeneuil
Jazeneuil ist eine französische Gemeinde mit 797 Einwohnern (Stand: 1. Januar 2022) im Département Vienne in der Region Nouvelle-Aquitaine; sie gehört zum Arrondissement Poitiers und zum Kanton Lusignan. Die Einwohner werden Jazeneuillais genannt.

## Geographie
Jazeneuil liegt etwa 19 Kilometer südwestlich von Poitiers an der Vonne. Umgeben wird Jazeneuil von den Nachbargemeinden Curzay-sur-Vonne und Lavausseau im Norden, La Chapelle-Montreuil im Nordosten, Lusignan im Osten und Südosten sowie Rouillé im Süden und Westen.
Am nördlichen Rand der Gemeinde führt die Autoroute A10 entlang.

### Bevölkerungsentwicklung
| Jahr                      | 1962 | 1968 | 1975 | 1982 | 1990 | 1999 | 2006 | 2013 |
| Einwohner                 | 823  | 794  | 659  | 683  | 694  | 764  | 786  | 850  |
| Quelle: Cassini und INSEE |      |      |      |      |      |      |      |      |

## Sehenswürdigkeiten

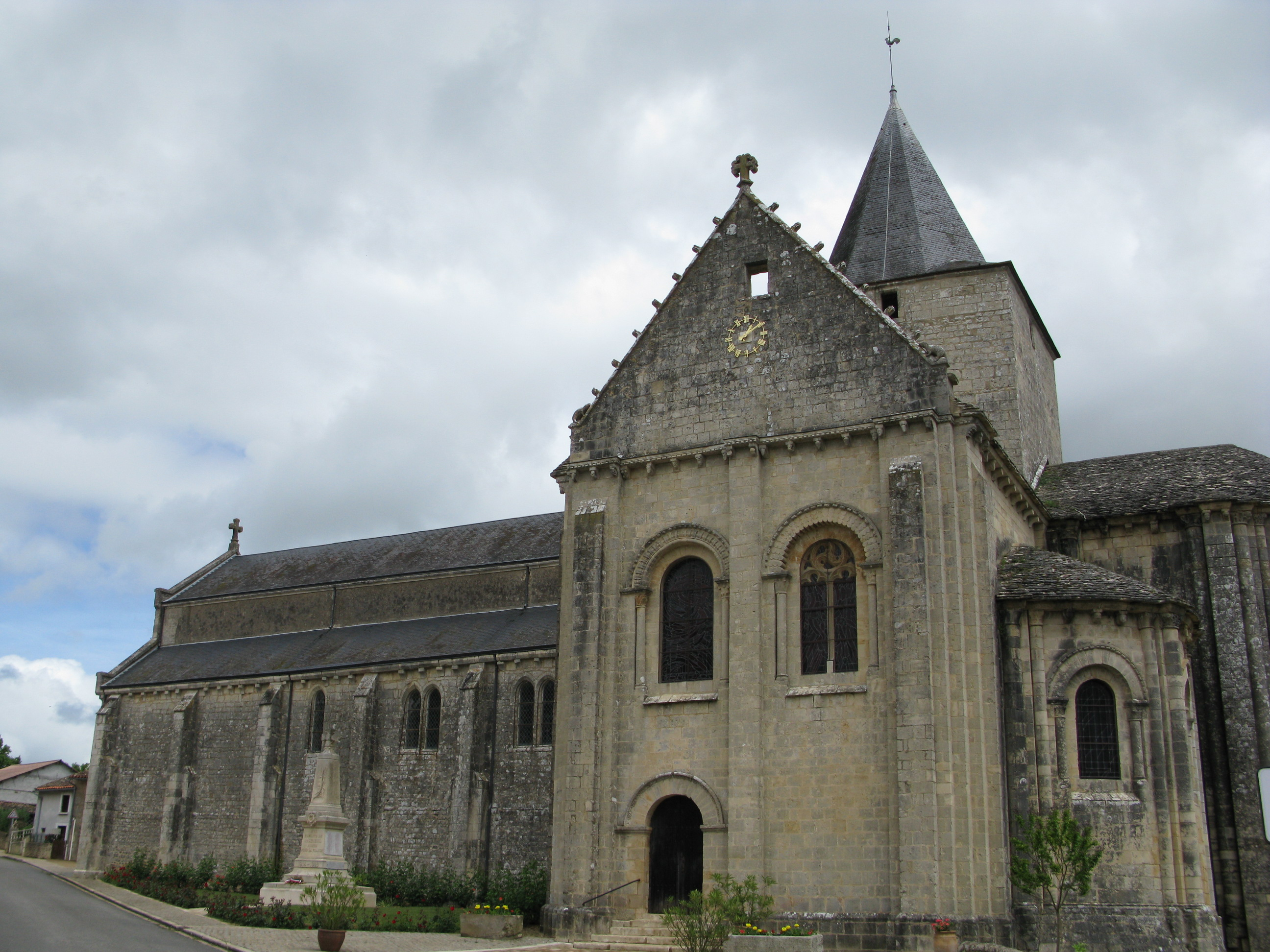
Kirche Saint-Jean-Baptiste

- Kirche Saint-Jean-Baptiste aus dem 12. Jahrhundert
- Schloss La Cour, seit 1937 Monument historique
- Brunnen Saint-Macou
- Mühle Mongoulin